# Повітряне командування «Схід»
Повітряне командування «Схід» (ПвК «Схід», в/ч А2533) — оперативне об'єднання Збройних Сил України у східній частині території України (Донецька, Дніпропетровська, Луганська, Харківська та частина Запорізької, Кіровоградської, Полтавської і Сумської областей). Створене Указом Президента України № 12/2017 від 23 січня 2017 року.
Основними завданнями ПвК «Схід» є: цілодобова охорона державного кордону у повітряному просторі та надійне прикриття від ударів з повітря адміністративних центрів, великих промислово-економічних районів, об'єктів Дніпровського каскаду ГЕС, Запорізької АЕС, а також важливих комунікацій і військових об'єктів в Східній і Південно-Східній Україні.

## Історія
Згідно Указу Президента України № 277/2002, для ПС ЗС України була передбачена зона відповідальності, але не було враховано військово-адміністративний поділ, який з'явився на підставі Указу Президента України № 39/2016 від 5 лютого 2016 року.
ПвК «Схід» перебувало у стадії формування з літа 2016 року, а вже в жовтні 2016 року воно взяло участь у навчаннях «Рубіж — 2016», де у взаємодії з іншими військовими формуваннями України, відпрацьовувало різні завдання.
23 січня 2017 року, Президента України видав Указ № 12/2017, яким було внесено зміни до військово-адміністративного поділу України та створено військово-повітряну зону «Схід». До створення цієї військово-повітряної зони, тимчасово окуповні території Донецької і Луганської областей — належали до військово-повітряної зони «Центр». 17 лютого того ж року, особовий склад ПвК «Схід» ПС ЗС України вперше заступив на бойове чергування в системі протиповітряної оборони України.
16 липня 2017 року, у приміщенні академічного українського музично-драматичного театру ім. Т. Шевченка, особовий склад та командування ПвК «Схід» відсвяткувало свою першу річницю створення.
З початку повномасштабного вторгнення 24 лютого 2022 р. у зоні відповідальності ПвК «Схід» засобами протиповітряної оборони знищено понад 2100 повітряних цілей (500 ракет різних типів, 51 бойовий літак, 14 гелікоптерів, понад 1500 ударних і розвідувальних БПЛА).

## Зона відповідальності

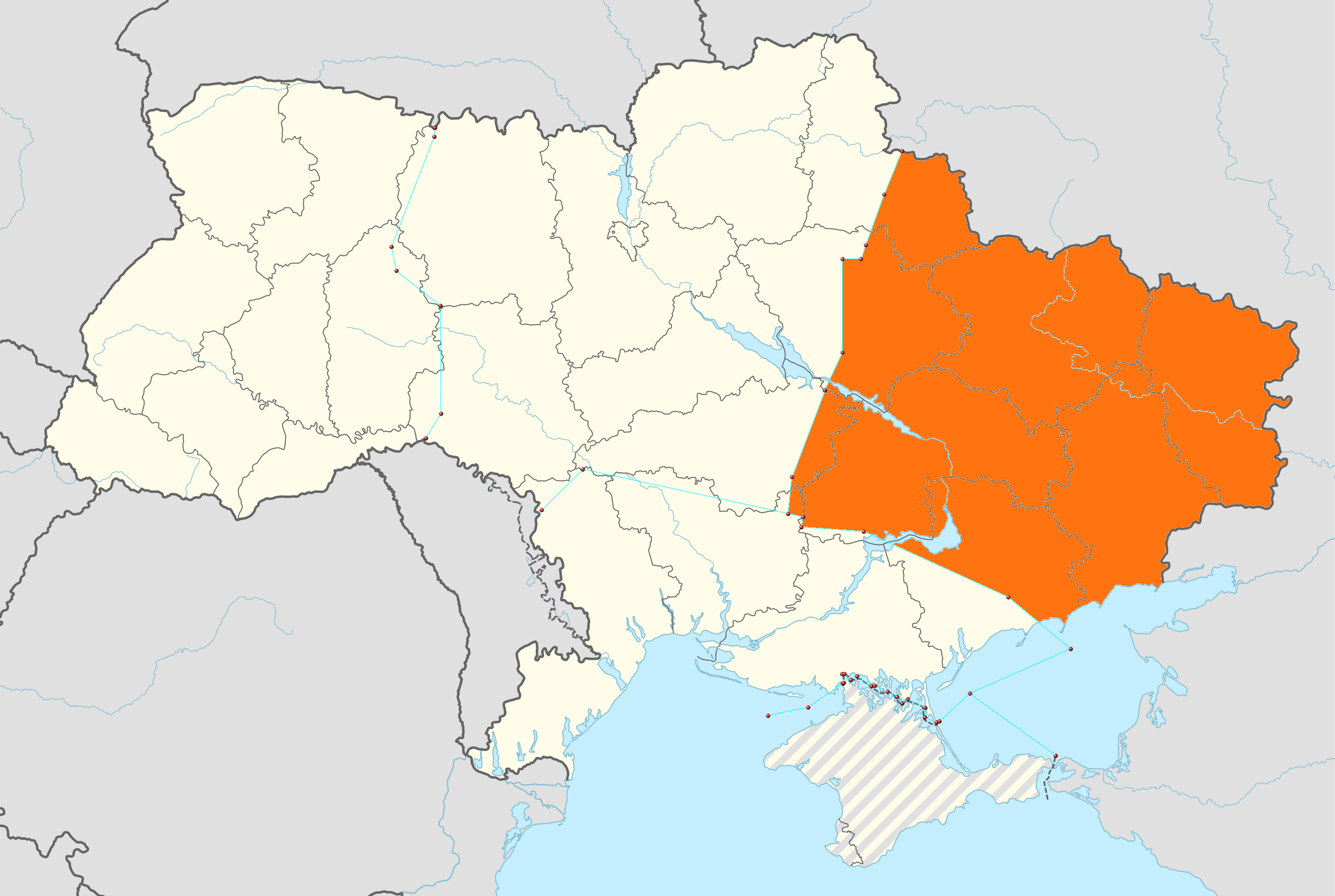
Зона відповідальності з 23 січня 2017

Військово-повітряна зона «Схід» є зоною відповідальності повітряного командування «Схід».
Визначається точками:
- 51° 14′ 55″ пн. ш. 34° 28′ 40″ сх. д.
- 50° 49′ 42″ пн. ш. 34° 13′ 00″ сх. д.
- 50° 20′ 43″ пн. ш. 33° 57′ 20″ сх. д.
- 50° 12′ 46″ пн. ш. 33° 53′ 07″ сх. д.
- 49° 18′ 48″ пн. ш. 33° 37′ 00″ сх. д.
- 48° 57′ 00″ пн. ш. 33° 22′ 00″ сх. д.
- 48° 07′ 06″ пн. ш. 32° 53′ 18″ сх. д.
- 47° 46′ 00″ пн. ш. 32° 50′ 00″ сх. д.
- 47° 44′ 00″ пн. ш. 33° 03′ 00″ сх. д.
- 47° 38′ 25″ пн. ш. 33° 01′ 55″ сх. д.
- 47° 35′ 40″ пн. ш. 33° 55′ 23″ сх. д.
- 46° 58′ 00″ пн. ш. 36° 00′ 00″ сх. д.
- далі по прямій лінії до точки в морі 46° 28′ 00″ пн. ш. 36° 54′ 00″ сх. д.
- далі по зовнішній межі прибережних морських вод Азовського моря шириною 12 морських миль, відлічуваних від лінії найбільшого відпливу як на материку, так і на островах, що належать Україні
- найближча точка державного кордону України з Російською Федерацією на суші
- по лінії державного кордону України з Російською Федерацією
- 51° 14′ 55″ пн. ш. 34° 28′ 40″ сх. д.

### Окремі райони
Повітряний простір над територією окремих районів Донецької та Луганської областей у межах військово-повітряної зони «Схід» належить до зони відповідальності ПвК «Схід» з урахуванням особливостей, визначених Законом України «Про особливий порядок місцевого самоврядування в окремих районах Донецької та Луганської областей», постановами Верховної Ради України від 17 березня 2015 року № 252-VIII «Про визначення окремих районів, міст, селищ і сіл Донецької та Луганської областей, в яких запроваджується особливий порядок місцевого самоврядування» та від 17 березня 2015 року № 254-VIII «Про визнання окремих районів, міст, селищ і сіл Донецької та Луганської областей тимчасово окупованими територіями».

## Організація
До складу Повітряного командування «Схід» входять:
- управління (Дніпро)
- 57-й окремий полк зв'язку та радіотехнічного забезпечення (Дніпро)
- 164-та радіотехнічна бригада (Харків)
- 138-ма зенітна ракетна бригада (Дніпро; С-300ПТ)
- 225-й зенітний ракетний полк (Полтавська область)
- 301-й зенітний ракетний полк (Нікополь, Дніпропетровська область; С-300ПС)
- 302-й зенітний ракетний полк (Харків; С-300ПС)
- 196-й центр управління та оповіщення
- 46-та комендатура охорони та обслуговування
- 85-та авіаційна комендатура (Краматорськ, Донецька область)

## Командування
- генерал-майор Шамко В'ячеслав Євгенович (2016)
- полковник Листопад Валентин Антонович (2017)
- генерал-майор Струцінський Олег Васильович (2018—2020)[11][12].
- генерал-майор Теребуха Іван Миколайович (2020 — до т.ч.)[13].